# Aero Spacelines Super Guppy
A Super Guppy egy nagy, szélestörzsű amerikai teherszállító repülőgép, amelyet a nagyméretű (vagy túlméretes) tárgyak szállítására fejlesztettek ki az 1960-as évek közepére. A típus a Pregnant Guppy utódja, mindkettőt az amerikai Aero Spacelines, Inc. fejlesztette ki és gyártotta. Az ASI mérnökei megtartották a Guppy előnyös tulajdonságait. A továbbfejlesztett típusból öt darab épült két változatban, mindkettőt „Super Guppy”-ként nevezték el. A típus ismert még NASA 377SG Super Guppy néven is.
1967-re az Aero Spacelines elkészített egy kisebb rakodótérrel rendelkező Guppy-változatot is, amelynek neve „Mini Guppy” lett. Napjainkban ezt a teherszállító feladatkört Amerikában a Boeing „Dreamlifter”-nek keresztelt B 747 LCF típus elégíti ki, amely a B 787 törzsrészeit szállítja az everetti végszerelő üzembe.

## Változatok
Az első Super Guppy (rövidítve SG) a C–97J Turbo Stratocruiser sárkányszerkezetére épült, amely a Boeing 377 katonai változata volt. Az eredeti törzs hosszát megnövelték, így az új törzs hossza 45 méter (141 láb) lett, a ballonszerűen átalakított törzsbelső rakodótere 28,8 m hosszú, legnagyobb belső átmérője 7,6 m. A rakodópadlót mindössze 2,7 méter szélesre tervezték, ami később a gyakorlatban keskenynek bizonyult.
A Super Guppy-ba a Pratt & Whitney T34 típusú légcsavaros gázturbinás sugárhajtómű P–7 változatát építették be, valamint módosították a szárnyat és a függőleges vezérsíkot is. Ezzel a gép 18 114 kg-nyi hasznos terhet volt képes a levegőbe emelni 480 km/h-s csúcssebességgel.
A második példányt és változatot – melynek neve Super Guppy Turbine (rövidítve SGT) lett – már Allison 501-D22C típusú légcsavaros gázturbinákkal szerelték fel. Az első Super Guppy-val ellentétben ezt a példányt vázlatok alapján építették, és még az építés alatt megnövelték a rakodópadló szélességét 4 m-re. A raktér hosszát 33,8 m-re (111 lábra) növelték, így a módosított törzsnek és az erősebb hajtóműveknek köszönhetően hasznos terhelése 24 700 kg-ra nőtt. Ennek a példánynak már túlnyomásosra építették a pilótafülkéjét, így a gép képes lett nagy magasságú repülésekre, valamint többet és messzebbre vitt, mint elődje.
Az SGT csak pilótafülkéjében, szárnyában, farokrészében és főfutóművében emlékeztetett a B 377-re. Orrfutója a Boeing 707 típustól származik, 180 fokkal megfordítva. A gép orra egy részben – körülbelül 110 fokban – oldalra nyitható, ami nagyban megkönnyíti a rakodási műveleteket. A nyitható orr-rész nyitási szögét egy zárszerkezet korlátozza, így az nem érhet a bal oldali légcsavarokhoz. Így a hajtóművek karbantartása, valamint a műszaki felkészítés a rakodással párhuzamosan is végezhető.

## Üzemeltetése

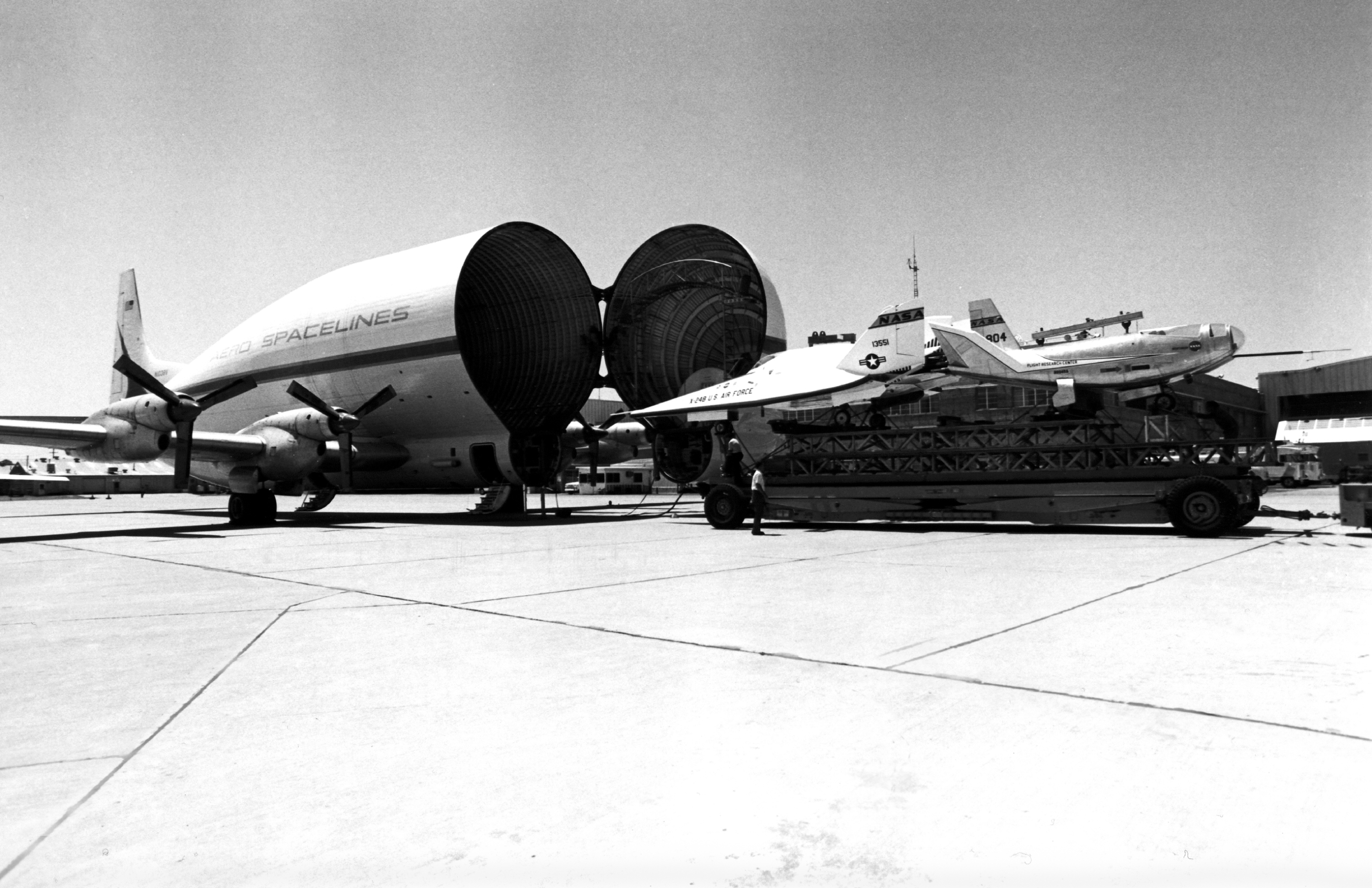
Rakodják az X–24B és HL–10 kísérleti repülőgépeket, melyeket a Dryden-ből az ohioi Wright-Patterson Légierő-bázison települő Légierő Múzeumba szállítanak át. Jól megfigyelhető a bal oldalra kinyitott orr-rész, valamint az előre gyártott rakodópad.

Az 1960-as évek második felében a gépek az Apollo-programban felhasznált nagyméretű alkatrészeket  és részegységeket szállították Kaliforniából Floridába, a Cape Canaveral-i űrközpontba. Nélkülük ezeket csak hajóúton lett volna lehetséges eljuttatni a végfelhasználókhoz, a Panama-csatornán keresztül. A gépek nap mint nap üzemeltek az űrprogram során, majd miután az befejeződött, a Skylab-programban is alkalmazták őket. A programok leállását követően a gépeket más üzemeltetők bérelték ki.
1972-től négy Super Guppy-t bérelt az Airbus (közülük az egyik az F–BPPA lajstromjelű). A különböző országokban települő gyáraiból ezen gépekkel szállították a kész repülőgép-elemeket a toulouse-i összeszerelő gyárba. Az akkoriban emlegetett vicces szóbeszéd szerint „Minden Airbus-t a Boeing szárnyai szállítanak”. A Super Guppy-kat az 1995 szeptemberében szolgálatba álló Airbus Beluga váltotta le, amely kétszer annyi terhet (47 tonnát) képes emelni, mint elődei.
Napjainkban már csak egyetlen Super Guppy üzemel (az N941NA amerikai lajstromjelű), a NASA szolgálatában, főként a Nemzetközi Űrállomáshoz gyártott részegységeket szállítja a két C–5C-vel együtt. A másik négy gépet múzeumokban állították ki: az SG-t az arizonai Davis-Monthan Légierő-bázison települő Pima Air and Space Museum-ban, az első SGT-t a nagy-britanniai Bruntingthorpe-ban, a másodikat a toulouse-i Airbus-gyár melletti Toulouse-Blagnaci repülőtéren (amerikai lajstromjelzése N212AS), a harmadikat pedig a németországi Finkerwerderben.

### Monográfiák, folyóiratok
- Top Gun folyóirat cikke:
- Gál József Beluga, a sajátos légi kamion. In Top Gun 1998/9, 31–35. o.

### Külső hivatkozások
- Pratt & Whitney T34
- Allison 501-D/T56 a Rolls–Royce oldalán
- NASA Super Guppy oldala
- Johnson Space Center Super Guppy  oldala Archiválva 2009. október 5-i dátummal a Wayback Machine-ben
- The Aviation Zone leírása
- All About Guppys
- Airspace Service International, ASI
- The Pregnant, Mini, and Super Guppies